# Barleria macraei
Barleria macraei là một loài thực vật có hoa trong họ Ô rô. Loài này được Arn. mô tả khoa học đầu tiên năm 1837.